# دان هاريز
دان هاريز (بالإنجليزية: Dan Harries)‏ هو فنان بريطاني، ولد في 1963.